# TAROM
TAROM (Transporturile Aeriene Române) er det nationale flyselskab fra Rumænien. Det har hovedhub på Henri Coanda International Airport i Bukarest.
Selskabet blev grundlagt i 1920 under navnet CFRNA – (French-Romanian Company for Air Navigation) Opstarten var med franskbyggede Potez fly som de benyttede på deres passagerer/fragt rute imellem Paris og Bukarest, med mellemlandinger i flere lufthavne undervejs. I 1925 var havnebyen Galaţi den første rumænske by der fik en fast flyrute til hovedstaden. Det nuværende navn fik selskabet 18. september 1954.
I 2009 fløj selskabet 11 indenrigs- og 37 udenrigsruter.
TAROM blev optaget som regionalt medlem af flyalliancen SkyTeam i 2009, efter at Air France i 2008 anbefalede selskabet.